# Hammamet (Tébessa)
Hammamet (în arabă الحمامات) este o comună din provincia Tébessa, Algeria.
Populația comunei este de 20.148 de locuitori (2008).